# Macroptilium sabaraense
Macroptilium sabaraense är en ärtväxtart som först beskrevs av Frederico Carlos Hoehne, och fick sitt nu gällande namn av Gwilym Peter Lewis. Macroptilium sabaraense ingår i släktet Macroptilium och familjen ärtväxter. Inga underarter finns listade i Catalogue of Life.